# Brand New Music
BRANDNEW MUSIC（韓語：브랜뉴 뮤직）是一家韓國经纪及唱片公司，於2011年創立。主要業務為音樂專輯、音源製作，娛樂管理。

## 歷史

### 2003年-2012年：成立
Rhymer 於2003年成立IC Entertainment，及後改名為Brand New Production。在2009年，與Cho PD擁有的唱片公司Future Flow合併，改名為Brand New Stardom。Brand New Stardom於2011年分拆，分別是由Cho PD所成立的Stardom Entertainment及Rhymer所成立的BRANDNEW MUSIC。Verbal Jint, Tae Hye Young, BNR, Keeproots, A-Man和Miss $則跟隨Rhymer，簽約於BRANDNEW MUSIC。
Brand New Stardom分拆後不久，Stardom Entertainment控告BRANDNEW MUSIC，指Miss $的成員Oh Yoo-mi仍然與Stardom Entertainment簽約。BRANDNEW MUSIC指雙方同意「Miss $的去向不受任何一間公司約束」。
BRANDNEW MUSIC於2012年底推出第一首合作單曲"Happy Brand New Year"，Verbal Jint, Phantom, As One (musical duo), Miss $, Swings, Shijin, 和Bumkey參與其中。

### 2013年至今
BRANDNEW MUSIC於2013年1月推出網絡節目"Brand New Live"。同年夏天，San E離開JYP娛樂加盟BRANDNEW MUSIC。此後，他成為了韓國主流媒體中最受矚目的藝術家之一，也是韓國主流媒體最成功的饒舌歌手之一。
2014年初，BRANDNEW MUSIC推出第二首合作單曲"You Make Me Feel Brand New"。隨後在同一年，R&B歌手C-Luv（現改名為Taewan）加盟BRANDNEW MUSIC。數月後，Swings離開BRANDNEW MUSIC並專注於自己的唱片公司Just Music Entertainment。12月推出第三首合作單曲"Brand New Day"。
2015年，Eluphant, MC Gree, Pretty Brown及Unpretty Rapstar 2選手KittiB加盟BRANDNEW MUSIC。12月推出第四首合作單曲"Heat It Up"。
2016年，Esbee, Chancellor及演員梁東根加盟BRANDNEW MUSIC。
2017年，成立獨立音樂子公司Korean Roulette。
2018年，成立Label「Brand New A」，歌手目前有：요다영、빈센트 블루。

## 旗下藝人
| - Rhymer（社長） - 韓海 - KANTO - Taewan - 이강（LEE KANG）（原名:Candle） - HENNEY （原名: Champagne） - 梁多一 - DJ IT - DJ Juice - MC Gree - YDG - Rudals - Yenjamin - 韓東根 - 李垠尚 - 林煐岷 - eSNa - 요다영（YODAYOUNG） | - Miss $（Jace和姜敏熙） - TROY（Lee Jae-woong,Changwoo, Bumkey和KANTO） - Eluphant（Kebee和Minos） - MXM - AB6IX - YOUNITE - MasterKey（B.N.R.） - ASSBRASS - Dong Ne-hyeong（韓語：동네형） - Won Young-heon（韓語：원영헌） - KIGGEN - Lish Beats - 9999 - Xepy - Mun Seung-jae（韓語：문승재） |

## 過往藝人
- P-Type
- Tae Hye Young（Miss $）
- Oh Yumi（Miss $）
- J'Kyun（英语：J'Kyun）（Lucky J）
- Swings（英语：Swings）
- Enjel
- A-Man
- Keeproots
- Annie K
- Icon
- Koffee
- The Note
- Skull
- VIP
- Sijin
- H
- As One（朝鲜语：애즈 원）（Min和Crystal）
- Phantom
- San E
- Esbee
- Chancellor[註 2]
- Bizniz（英语：Bizniz）
- Verbal Jint（英语：Verbal Jint）
- Pretty Brown（Kim Hyun-joong和Goo In-hwe）
- SBGB（Yeo-woon和Hee-hyun）（子公司Korean Roulette旗下組合）
- Sanchez
- KittiB（英语：KittiB）
- BDC

## 過往練習生
- 尹宰喜（轉投Happy Face娛樂，《MIXNINE》）
- 尹憼憲（轉投春娛樂，以男團We In The Zone出道）
- 鄭明勳（轉投AAP.Y，《PRODUCE X 101》）
- 金英錫[註 3]（《Under Nineteen》，Loud）
- 金賢燁（《極限出道 野生偶像》，以男團T.A.N出道）
- 金哈濱（김한빈) (原與 YOUNITE為同一出道組合）

## 外部連結
Brand New Music
- Brand New Music的官方網站（页面存档备份，存于）
- Brand New Music的X（前Twitter）
- Brand New Music的Instagram帳戶
- Brand New Music的Facebook專頁
- Brand New Music的新浪微博
- Brand New Music的VLIVE頻道（页面存档备份，存于）
- Brand New Music的NAVER TV（页面存档备份，存于）
- YouTube上的Brand New Music頻道